# La Zanjita
La Zanjita är en ort i Mexiko.   Den ligger i kommunen Tamiahua och delstaten Veracruz, i den sydöstra delen av landet, 260 km nordost om huvudstaden Mexico City. La Zanjita ligger 8 meter över havet och antalet invånare är 110.
Terrängen runt La Zanjita är mycket platt. Havet är nära La Zanjita åt nordost.  Närmaste större samhälle är Tamiahua, 14,5 km norr om La Zanjita. 